# Langues en Colombie
La langue officielle de la Colombie est l'espagnol, parlé par 99,2 % des Colombiens. À l'époque de la conquête espagnole, il existait trois cents langues et dialectes indigènes en Colombie ; il n'en reste plus que soixante-cinq.
L'article 10 de la Constitution colombienne établit que l'espagnol est la langue officielle du pays et que les langues et dialectes des groupes ethniques sont également officiels dans leurs territoires respectifs. L'enseignement dans les communautés ayant une tradition propre sur le plan linguistique est bilingue. Environ 65 langues indigènes et deux créoles sont encore parlées ; les plus notables sont le wayuu, le paez, le misak et l'emberá. La constitution de la Colombie de 1991 a notamment été traduite en
inga, guambiana (misak), ikun, kamentsa, kubeo, wayuunaiki (wayuu) et nasa yuwe (paez).
Il existe une grande diversité de dialectes de l'espagnol, tant sur le plan lexical (sémantique) que morphologique, syntaxique ou prosodique, bien que le seseo et le yeïsme et d'autres caractéristiques largement répandues dans l'espagnol d'Amérique soient communs à toutes les variantes.
Le dialecte parlé dans le nord du pays est apparenté au costeñol, également parlé dans d'autres pays de la Caraïbe comme Panama, le Venezuela, Cuba, la République dominicaine, Porto Rico et le Nicaragua. Au contraire, l'espagnol parlé dans la zone andine du Sud colombien est rattaché au dialecte des Andes, commun avec les zones montagneuses d'Équateur, du Pérou, de la Bolivie et d'Argentine. Les différentes aires géographiques du pays regroupent des modalités variées, notamment au niveau des personnes grammaticales (voseo et tutoiement).
Dans l'archipel de San Andrés, Providencia et Santa Catalina, l'anglais est très largement présent dans la population.
93,4 % des Colombiens savent lire et écrire et près de 7,3 % du PIB est consacré à l'éducation.
L'écrasante majorité des Colombiens parle l'espagnol, mais au total 101 langues sont liées à la Colombie dans la base de données Ethnologue.com (137 selon Glottolog), dont 84 sont parlées aujourd'hui et 17 se sont éteintes. La plupart d'entre elles appartiennent aux familles de langues chibchanes, arawakiennes et caribes. La langue quechua, parlée dans la région des Andes, s'est également étendue plus au nord, principalement dans les centres urbains des grandes villes. Il y a actuellement environ 500 000 locuteurs des langues autochtones.

## Langues autochtones

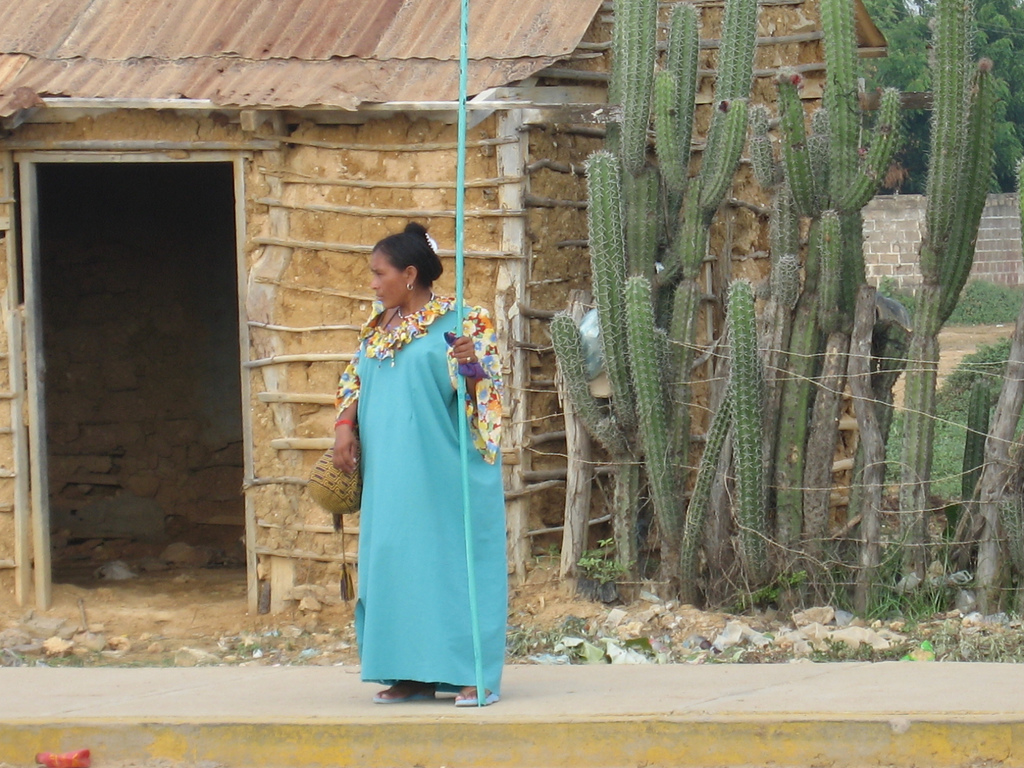
Les Wayuu représentent le plus grand groupe ethnique autochtone en Colombie.

Avant la colonisation espagnole de ce qui est aujourd'hui la Colombie, le territoire était habité par un grand nombre de peuples autochtones. Beaucoup d'entre eux se sont fondus dans la population métisse, mais le reste représente actuellement plus de 85 cultures distinctes. 567 réserves (resguardos) ont été créées pour les peuples autochtones. Elles occupent 365 004 km2 (plus de 30 % de la superficie totale du pays) et sont habitées par plus de 800 000 personnes réparties en plus de 67 000 familles. La Constitution de 1991 a établi que leur langue maternelle est officielle sur leurs territoires, et la plupart des peuples autochtones ont eu un enseignement bilingue (dans leur langue maternelle et en espagnol).
Les plus grands groupes indigènes sont notamment les Wayuu ou Guajiros, les Arhuacos, les Muiscas, les Kunas, les Páez, les Tucanos et les Guahibo (es). Les départements de Cauca, La Guajira et Guainía ont le plus important pourcentage de leur population d'origine indigène.
L'Organisation nationale indigène de Colombie (es) (ONIC), créée lors du premier Congrès national indigène en 1982, est une organisation représentant les peuples autochtones de Colombie, soit quelque 800 000 personnes (environ 2 % de la population).
La répartition des différents groupes varie de façon considérable en fonction des régions :
- Dans la région des Caraïbes qui comprend, entre autres, les plaines côtières du nord de la Colombie : Kogis (langue : le kogui)[13], Sanha, Wayuu (langue : le wayuu), Kankuamos (langue chibchane)[13], Chimilas (es) (langue : chimila), Wiwas (langue : le damana)[14] et Ikas ou Arhuacos[15] (langue : arhuaco)[16]. Les Arhuacos, Kogis, Wiwas et Kankuamos sont plus précisément concentrés dans la Sierra Nevada de Santa Marta.
- Dans la région Pacifique : Kunas (langue : kuna ou dulegaya), Emberá (langue : emberá)[17], Waunama et Awa (langue : awa pit).
- Dans la région amazonienne : Tikuna (en)[17] ou Ticuna (langue : ticuna), Huitoto (langues : Langues huitoto), Coconucos, Andokes (langue : andoke), Muinanes (langue : muinane), Sálivas (langue : sáliva), Yakunas, Cubeos (pt) (langue : cubeo), Curripacos (es) (langue : curripako) et Tucanos (langue : tucano)[17].
- Dans la région andine : Yukpa (es) (langue : yukpa), Baris (langue : barí), U'wa (langue : tunebo central), Guambianos (langue : guambiano), Páez (langue : paez), Sibundoy (en) (langues : camsá, inga) et Muiscas[13] (langue : muisca).
- Dans la région de l'Orénoque : Tunebos ou U'wa (langue : tunebo central), Tinigua (en) (langue : tinigua), Guayabero (es) (langue : guayabero), Achagua (es) (langue : achagua), Piapoco (es) (langue : piapoco), Guahibo[18] (langue : sikuani de la famille des langues guahibanes), Piaroas (langue : piaroa), Betoye (es) (langue : Betoi), Yaruro (langue : yaruro) et Puinave (es) (langue : puinave). Le sáliva et le piaroa sont des langues salivanes.